# Rollenbesetzung
Bei der Besetzung im Theater, bei Bühnenstücken, im Film und in Fernsehserien werden die Rollen auf geeignete Darsteller aus dem eigenen Theaterensemble oder – insbesondere bei Filmen und Serien – auf eigens dafür engagierte Gastdarsteller verteilt (vgl. Casting).
Die Besetzung im Sprechtheater wird durch den Theaterregisseur in Zusammenarbeit mit der Dramaturgie vorgenommen; in der Oper erfolgt sie hauptsächlich durch den musikalischen Leiter, im Musical durch den Regisseur und den Produzenten, beim Bühnentanz durch den Choreografen. Der Intendant muss die Besetzung per Aushang in einem angemessenen Zeitraum vor Probenbeginn bekanntmachen.
Beim Film und in der Werbung wird für die Gruppe der ausgewählten Darsteller statt Besetzung der Begriff Cast (engl. cast: ‚Besetzung‘, ‚Ensemble‘) verwendet. Die Auswahl – das sogenannte Casting – wird  dabei vom Filmregisseur oder -produzenten vorgenommen, wobei Darsteller mehr Freiheiten als Schauspieler in Theaterensembles haben, angebotene Rollen abzulehnen.
Die Deutsche Film- und Medienbewertung (FBW) nennt „Besetzung und Darstellung“ als einen von mehreren Aspekten, die bei der Beurteilung der Form eines Films Anwendung finden.

## Fehlbesetzung
Ob eine Rolle als Fehlbesetzung bewertet wird, hängt in der Regel davon ab, ob Kritiker und Zuschauer die Darbietung für glaubwürdig halten.
Eine unpassende Besetzung, Fehlentscheidung beim Casting oder Fehlbesetzung kann unterschiedliche Gründe haben:
- Whitewashing; der dargestellte Charakter erfordert eine bestimmte Hautfarbe, wird aber durch weiße Schauspieler besetzt, bei denen Maskenbildner für die nötige Optik sorgen.
- die Rolle erfordert ein bestimmtes Alter („Spielalter“), wird aber mit jemandem besetzt der oder die deutlich jünger oder älter ist.
- der Darsteller / die Darstellerin ist aus einem falschen Fach oder hat keine Affinität zur Rolle.
- schauspielerische Leistung bleibt nach einer Umbesetzung deutlich hinter der des Originals zurück.
- die Rollenbesetzung erfolgte aus privaten Gründen (z. B. familiäre oder freundschaftliche Beziehung zum Regisseur).

Zu einigen, von mindestens drei unterschiedlichen Quellen aus verschiedenen Gründen als Fehlbesetzung bewertete Casting-Entscheidungen, zählen folgende:
- Mickey Rooney in Frühstück bei Tiffany (1961)[2][3][4][5]
- Sofia Coppola in Der Pate III (1974), Tochter des Regisseurs Francis Ford Coppola[2][4][6][4][7][5]
- Kevin Costner in Robin Hood – König der Diebe (1991)[3][6][5]
- Keanu Reeves in Bram Stoker’s Dracula (1992)[2][4][6][5]
- Hayden Christensen in Star Wars: Episode II (2002)[2][3][7][5]
- Halle Berry in Catwoman (2004)[2][3][7]

### Beispiele für Whitewashing
Sowohl Schwarze als auch Asiaten und Latinos sind von Whitewashing betroffen, wenn sie bei Castings übergangen werden und ihre Rollen, insbesondere in Spielfilmen, durch weiße Schauspieler besetzt werden. Früher scheute man sich insbesondere Könige oder Herrscher durch nicht-weiße Schauspieler zu verkörpern. Ein weiteres Problem besteht in der oftmals stereotypen Darstellung, wenn es zu einer Besetzung kommt, wie zum Beispiel:
- Charlie Chan (ab 1926): Warner Oland als chinesischstämmiger Detektiv Charlie Chan, über den es eine ganze Serie gab
- Anna und der König von Siam (1946): Rex Harrison als Mongkut, König von Siam
- Der Eroberer (1956): John Wayne in der Rolle des mongolischen Eroberers Dschingis Khan[5][4]
- Frühstück bei Tiffany (1961): Mickey Rooney als Mr. Yunioshi (mit entsprechender Zahnprothese)[2][3]
- Cleopatra (1963): Elizabeth Taylor als Kleopatra
- Othello (1965): Laurence Olivier als Othello („Der Mohr von Venedig“)
- Che! (1969): Jack Palance als Che Guevara
- Der Wind und der Löwe (1975): Sean Connery als Ahmed ben Mohammed el-Raisuli
- Das Glücksprinzip (2000): Kevin Spacey als Eugene Simonet; Reuben St. Clair war in der Romanvorlage von Catherine Ryan Hyde ein Schwarzer
- Ein mutiger Weg (2007): die echte Mariane Pearl, deren Memoiren hier verfilmt wurden, hatte afrikanische und kubanische Wurzeln, anders als Angelina Jolie, die die Rolle übernahm
- Argo (2012): Ben Affleck als Antonio Mendez, CIA-Agent mit mexikanischen Wurzeln
- Ghost in the Shell (2017); Scarlett Johansson als Japanerin Motoko Kusanagi[4][5]

### Beispiele für unrealistisches Alter
Ein Unterschied von bis zu zehn Jahren zwischen dem Schauspieler oder der Schauspielerin und der entsprechenden Rolle fällt Zuschauern in der Regel nicht auf. Wenn allerdings sehr junge Rollen mit älteren Darstellern oder umgekehrt besetzt werden, kann dadurch die Glaubwürdigkeit der gesamten Produktion leiden. Auch wenn das Alter der Eltern und ihrer Filmkinder nur wenige Jahre auseinanderliegt, kann das zu Verwirrung beim Publikum führen, wie zum Beispiel:
- Romeo und Julia (1936): Leslie Howard war 43, als er den 15-jährigen Romeo in Romeo und Julia spielte.
- Hamlet (1948): Laurence Olivier war 41, als er den 19-jährigen Hamlet spielte.
- Zwölf Uhr mittags (1952): Der bereits 51-jährige Gary Cooper als junger Mann, der die 23-jährige Grace Kelly heiratet.
- Die Reifeprüfung (1967): Dustin Hoffman spielte mit 30 einen 21-jährigen, der eine Affäre mit der Mutter einer Mitschülerin hat. Tatsächlich war Anne Bancroft nur sechs Jahre älter als er.
- Grease (1978): Stockard Channing war 34, als sie die 18-jährige Betty Rizzo darstellte, und die Rolle der 17-jährigen Sandy Olsson übernahm die 29-jährige Olivia Newton-John
- Kinder des Zorns (1984): der bereits 25-jährige John Franklin spielte den 12-jährigen Isaac Chroner
- Beverly Hills 90210 (1990–2000): Gabrielle Carteris war 29, als sie für über 100 Folgen die 16-jährige Andrea Zuckerman spielte
- Sinn und Sinnlichkeit (1995): Emma Thompson war schon 31, als sie die 19-jährige Elinor Dashwood spielte
- Unterwegs mit Jungs (2001): Drew Barrymore (* 1975) als Mutter des eigentlich älteren Adam Garcia (* 1973)
- Alexander (2004): Angelina Jolie (* 1975) als Mutter des ein Jahr jüngeren Colin Farrell (* 1976)[7][5]
- Mamma Mia! Here We Go Again (2018): Cher (* 1946) spielte die Rolle der Mutter von Meryl Streep (* 1949), obwohl die beiden fast gleich alt sind.

## Zweitbesetzung
Insbesondere im Theater und bei Musicals, die regelmäßige Auftritte gewährleisten müssen, ist eine Zweitbesetzung üblich. Für jede der Hauptrollen halten Theaterproduktionen und Musicalemsembles Reservisten bereit, damit das Stück im Falle von medizinischen Problemen trotzdem zu Ende aufgeführt werden kann. Zweitbesetzte springen jedoch nicht nur ein, wenn der Darsteller oder die Darstellerin aus gesundheitlichen Gründen ausfällt, sondern vertreten diese auch im Urlaubsfall. Die Zweitbesetzung verdient dabei weniger als die Erstbesetzung, ist aber oft zusätzlich als sogenannter „Swing“ oder Einspringer dafür zuständig, Lücken in der Besetzung zu schließen.